# Кома-Руга
Кома-Руга (исп. Comarruga, кат. Coma-ruga) — небольшой курортный городок к юго-западу от Барселоны (Испания), на побережье Коста-Дорада («Золотой берег»). Входит в состав муниципалитета Вендрель, в провинции Таррагона, в Каталонии.

## История
Первое письменное упоминание о Кома-Руге появилось в 1180 году, когда место принадлежало Сан-Кугатском аббату.
Лечебные свойства источников и грязей, обнаруженных здесь ещё в XIX веке, дали толчок урбанизации Кома-Руга. Развитие туризма началось только в 1920-х годах со строительства водной здравницы, неподалеку от термальных источников.
Современное поселение было построено в основном после 1955 года по инициативе местного предпринимателя Андреса Трильаса (исп. Andrés Trillas).

## Население
По состоянию на 2015 год, в Кома-Руге проживало 4074 человек, согласно данным муниципалитета Вендрель.

## Туризм

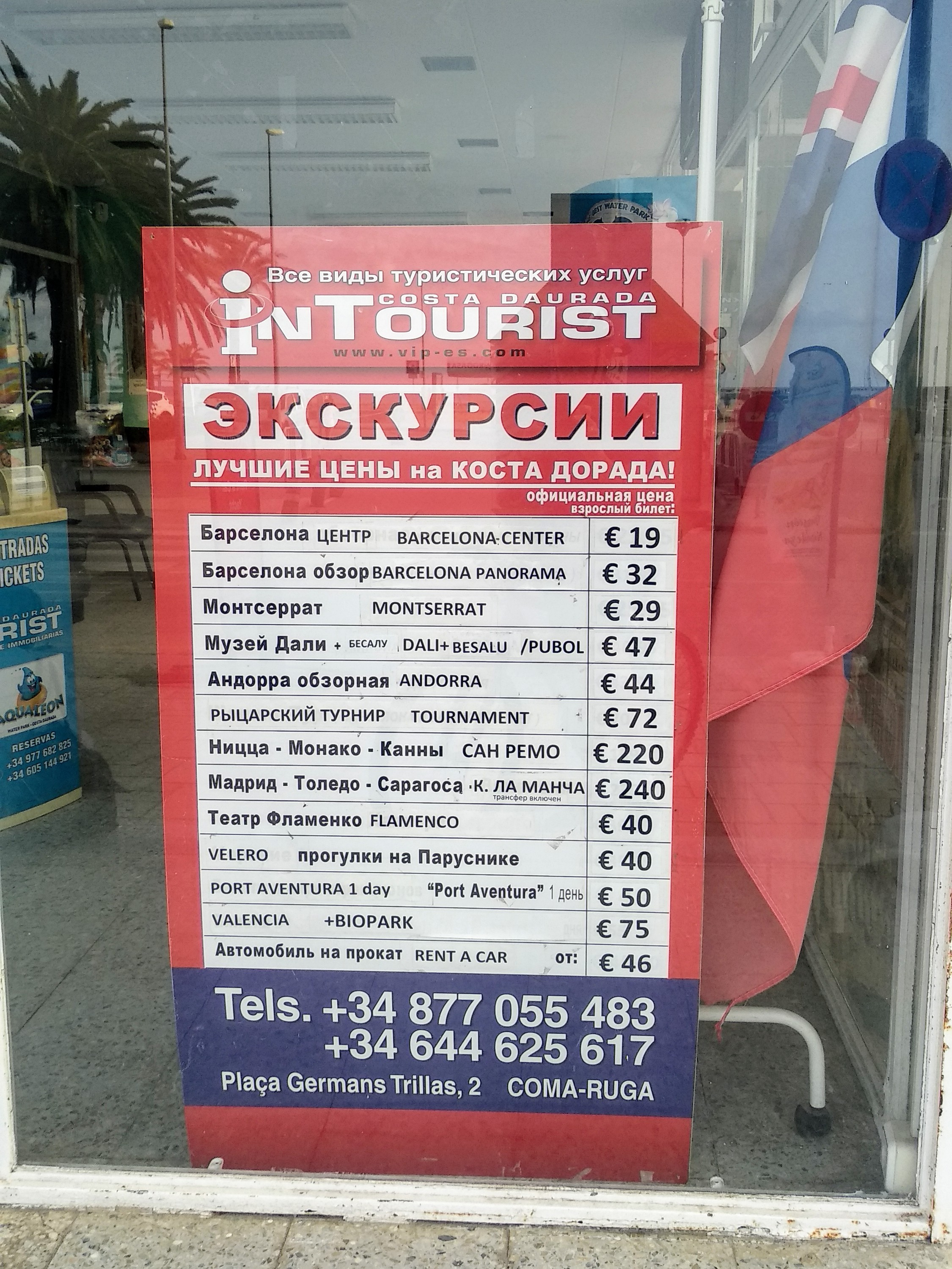
Русскоязычный плакат в Кома-Руге

Вследствие мягкого средиземноморского климата Кома-Руга является одним из самых популярных мест отдыха на «Золотом берегу» (Коста-Дорада). Место необыкновенно спокойное, идеальное для семей с детьми. Главная достопримечательность — пляж с долгим и пологим спуском, мельчайшим золотистым песком и кристально чистой водой.
Кома-Руга пользуется большой популярностью среди российских туристов.
| Показатель                        | Янв. | Фев. | Март | Апр. | Май  | Июнь | Июль | Авг. | Сен. | Окт. | Нояб. | Дек. | Год  |
| --------------------------------- | ---- | ---- | ---- | ---- | ---- | ---- | ---- | ---- | ---- | ---- | ----- | ---- | ---- |
| Средний суточный максимум, °C     | 13   | 14   | 15   | 17   | 20   | 24   | 27   | 27   | 25   | 21   | 16    | 13   | 19,3 |
| Средняя температура, °C           | 8,5  | 9,5  | 10,5 | 12,5 | 15,5 | 19,5 | 22,5 | 23   | 20,5 | 16,5 | 12    | 9    | 19,3 |
| Средний суточный минимум, °C      | 4    | 5    | 6    | 8    | 11   | 15   | 18   | 19   | 16   | 12   | 8     | 5    | 15   |
| Норма осадков, мм                 | 40   | 35   | 50   | 47   | 57   | 41   | 25   | 50   | 69   | 84   | 54    | 44   | 596  |
| Источник: Coma Ruga Climate Guide |      |      |      |      |      |      |      |      |      |      |       |      |      |

## Фотографии

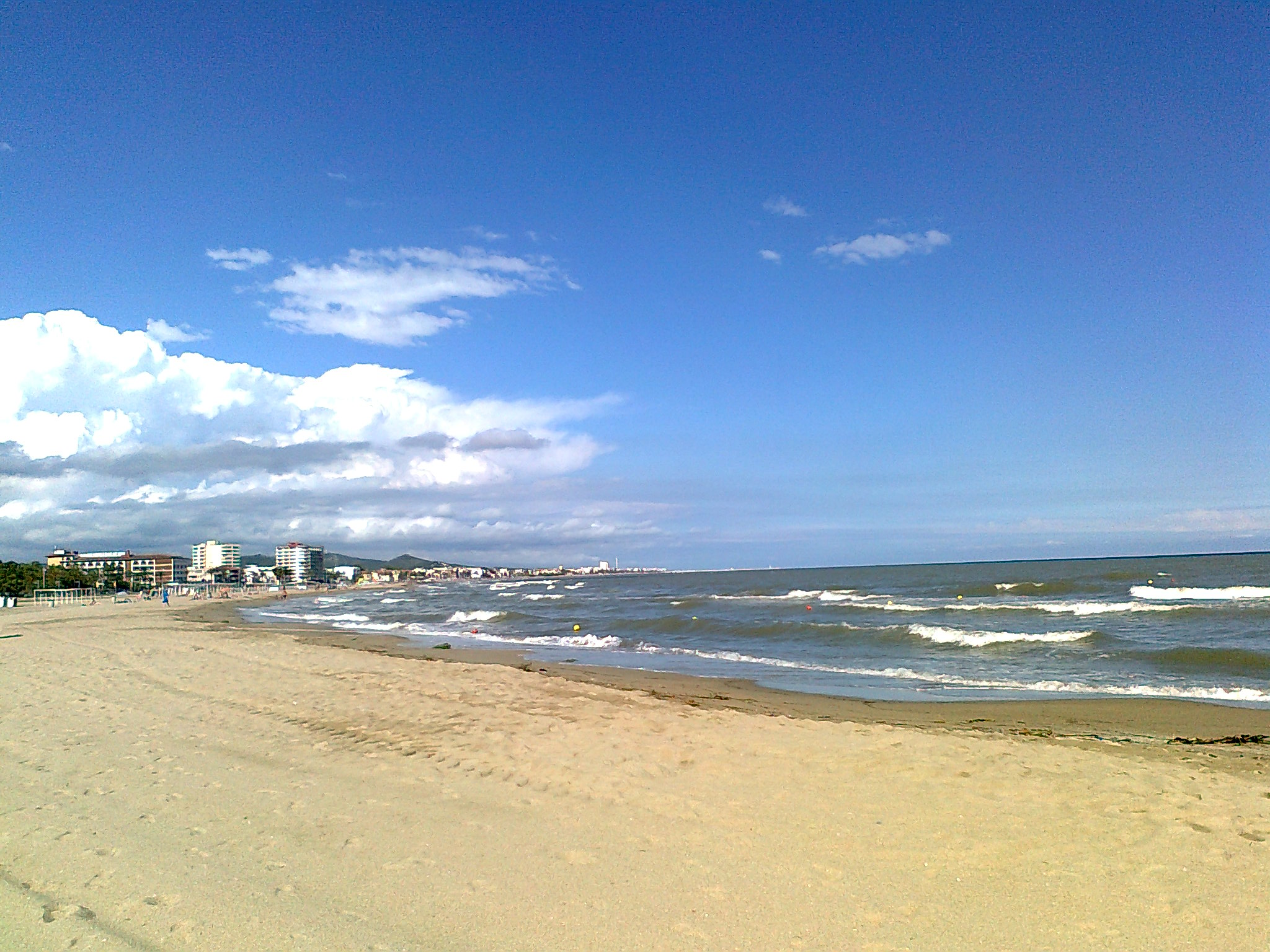
Пляж. Вид с Запада
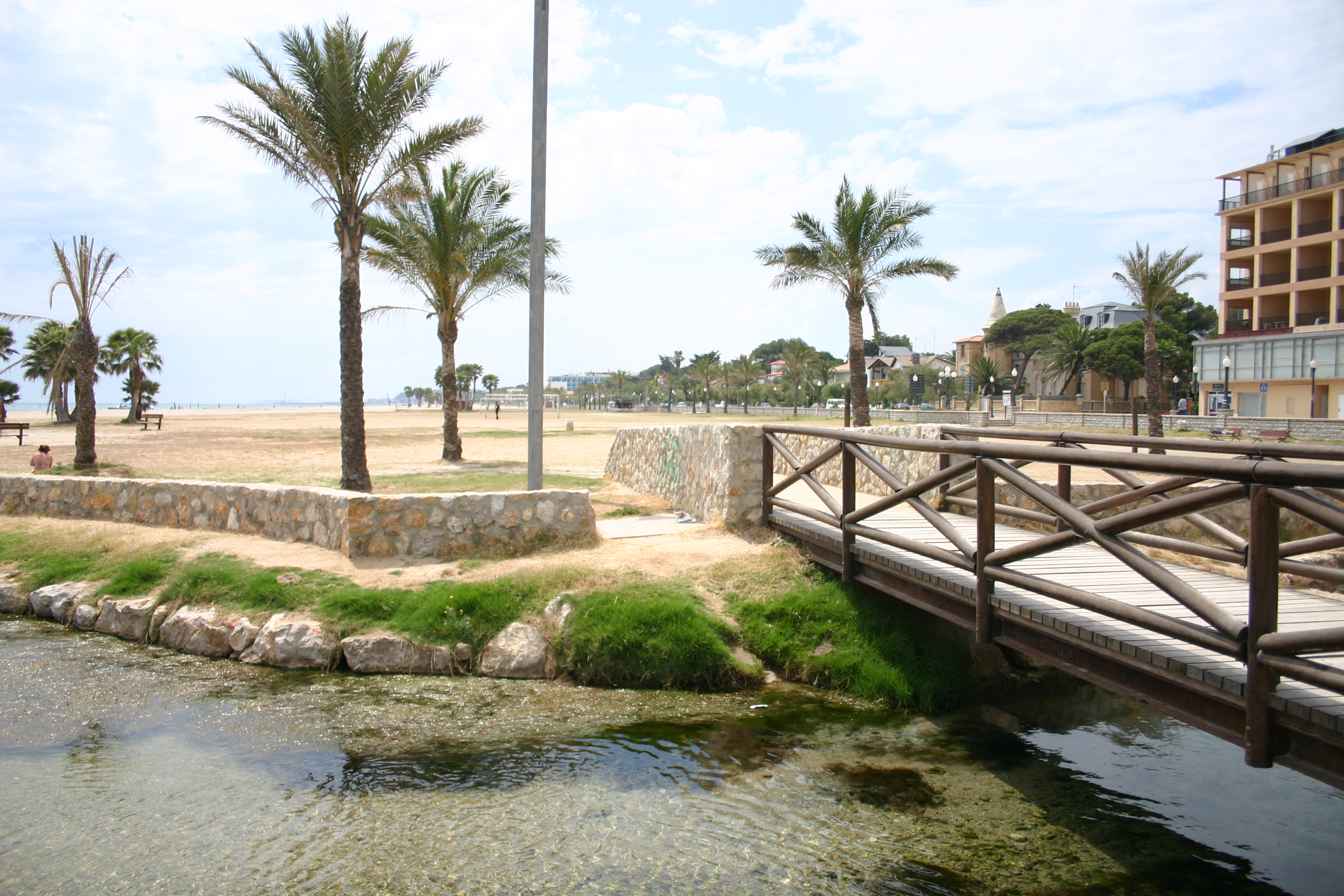
Речка (riuet)
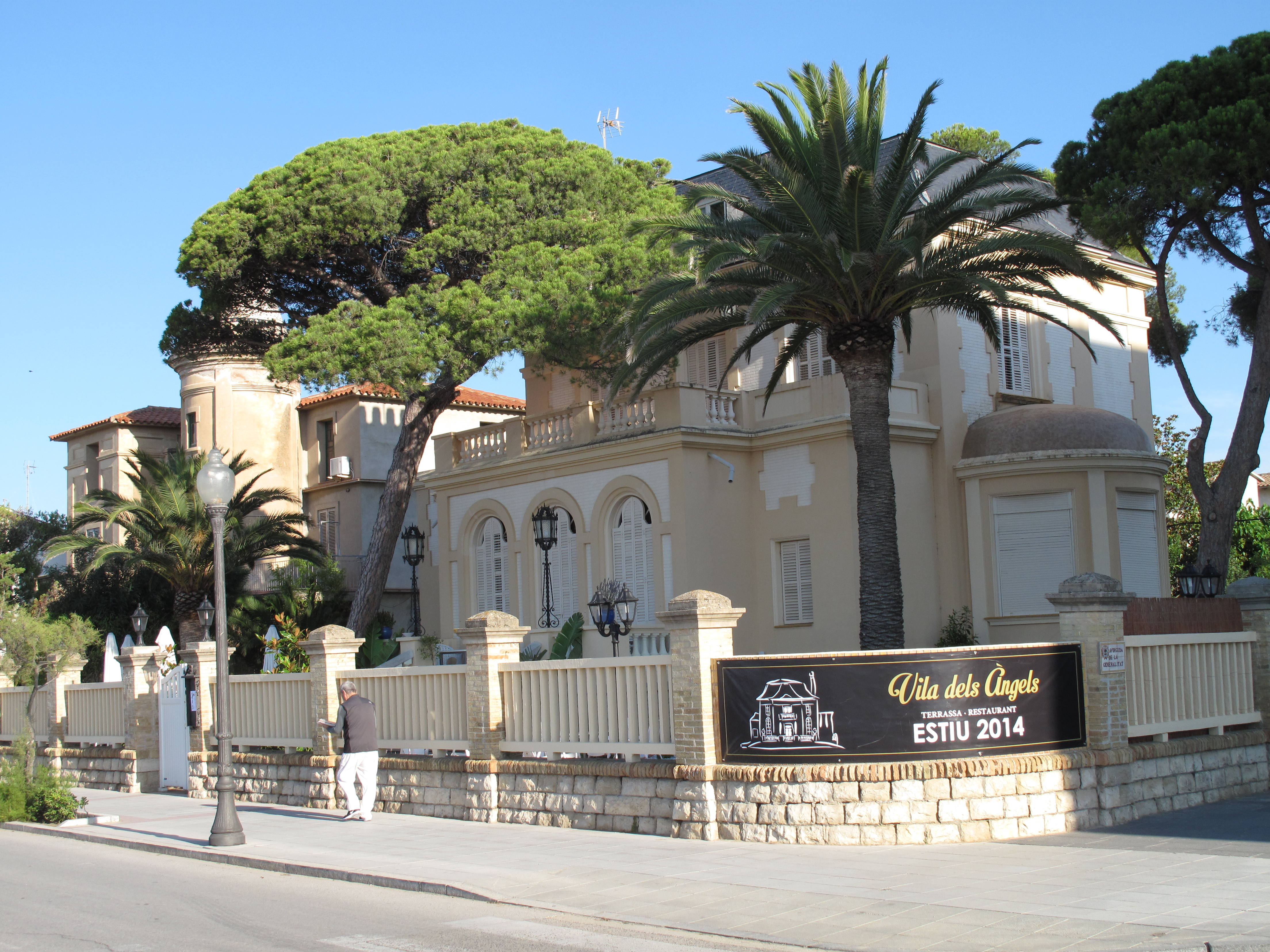
Вилла Буэнавентура (1933)
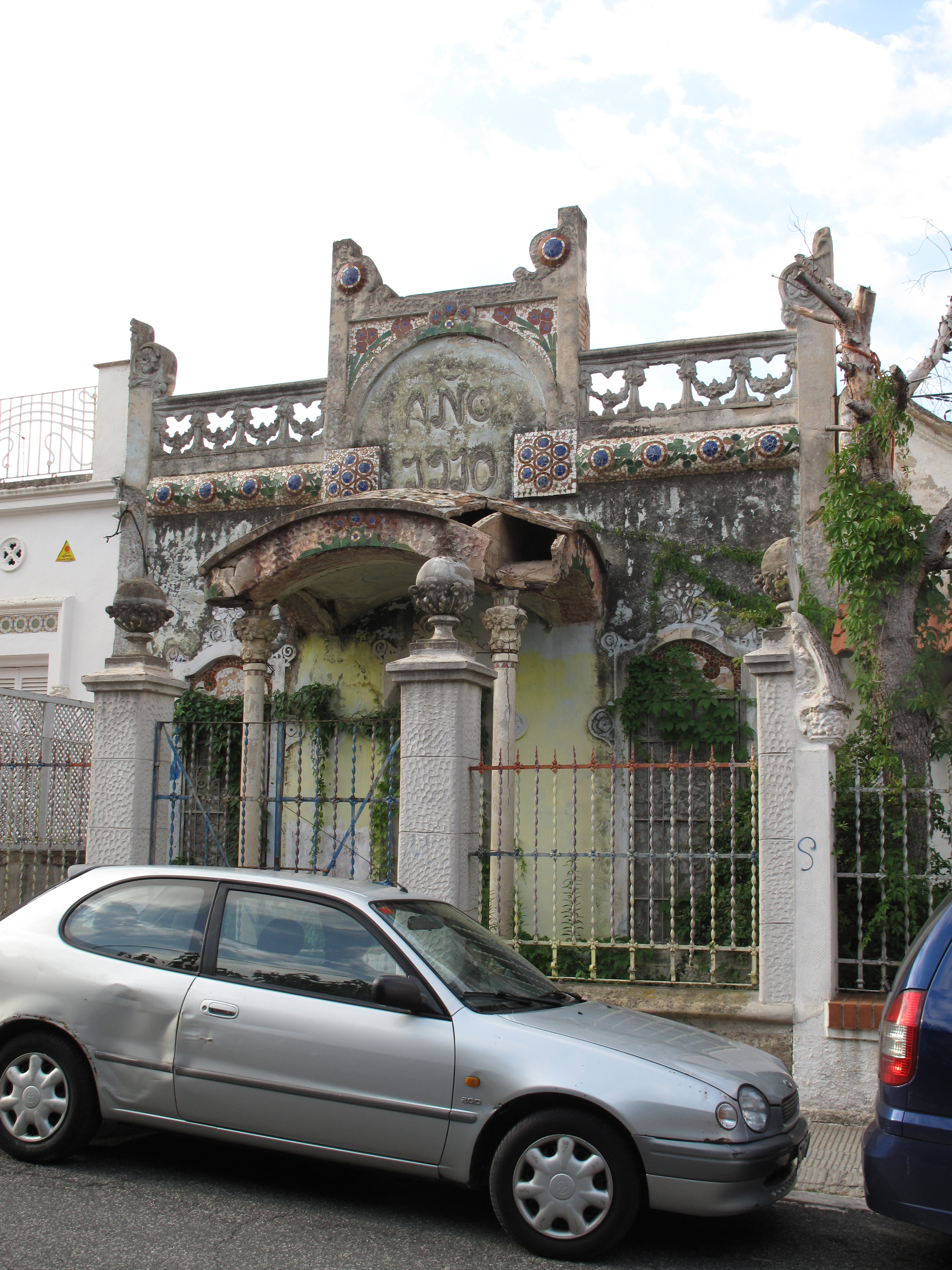
Вилла Торрес (модернистский дом) (1910)
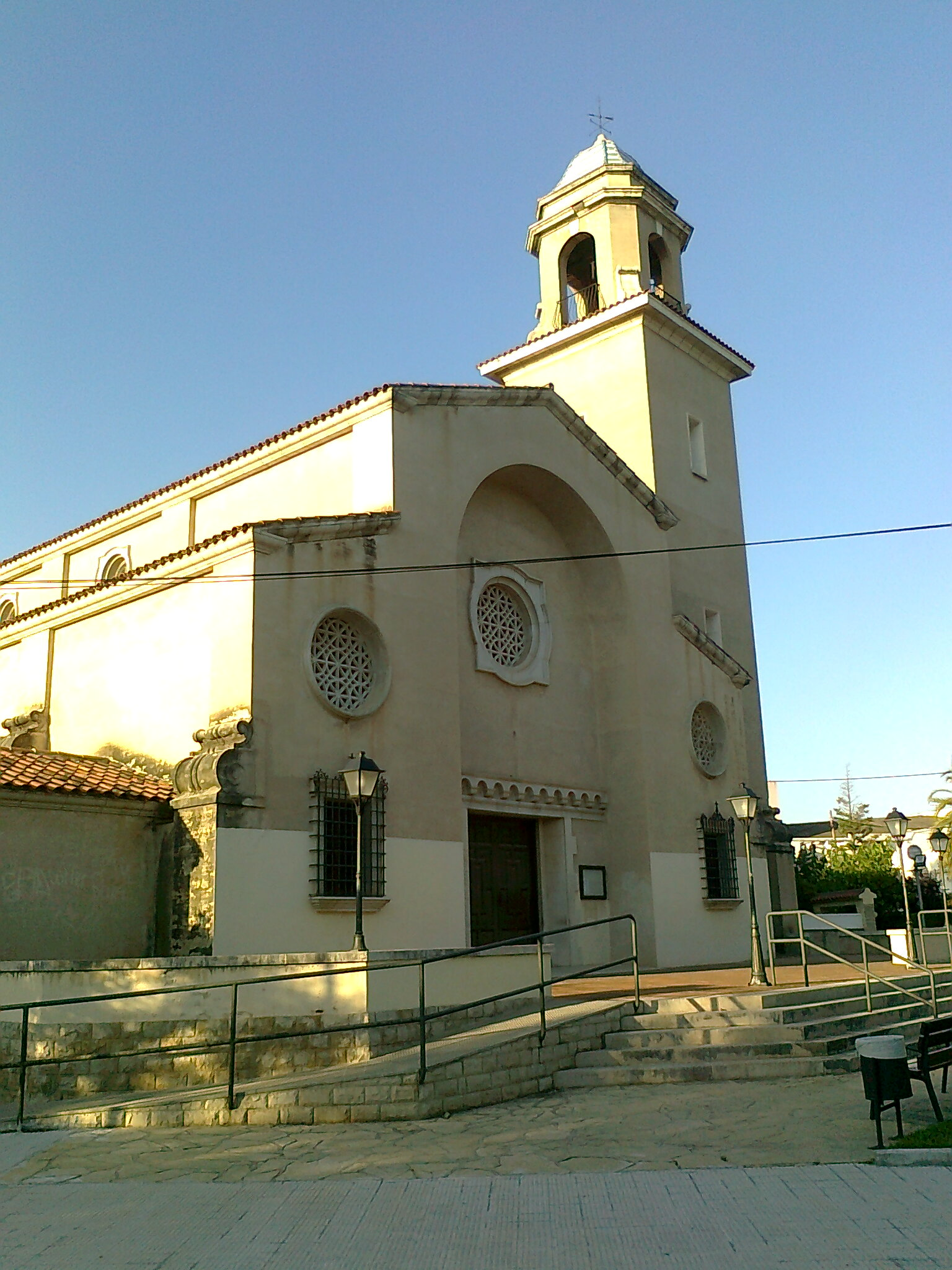
Католический Храм (1956-57)